# Cour suprême d'Israël
Pour les autres articles nationaux ou selon les autres juridictions, voir Cour suprême.
La Cour suprême d'Israël (en hébreu : בית המשפט העליון, Beit haMishpat ha'Elyon est au sommet du système judiciaire israélien dont elle est la plus haute instance. Elle est composée de 15 membres nommés par le président de l'État d'Israël sur proposition d'un comité indépendant de sélection des juges, établi par une des Lois fondamentales d'Israël, celle concernant la magistrature. Elle siège à Jérusalem et l'ensemble de l'État est sous sa juridiction.
La Cour suprême est à la fois une cour d'appel pour le pénal et le civil, et une Haute Cour de Justice, siégeant en première instance, principalement pour ce qui concerne le contrôle juridictionnel des décisions du gouvernement (en) ainsi que pour le contrôle de constitutionnalité des lois. Elle a fait l'objet de nombreuses polémiques ces dernières années, lorsque, surtout du temps où Aharon Barak en était le président, elle est intervenue dans les sphères politiques et militaires, après s'être déclarée compétente dans les affaires relatives au conflit avec les Palestiniens.

## Arrêts importants
- 1953 : par sa décision Kol Ha'am, lors du procès de deux journaux communistes qui avaient laissé entendre qu’ils pourraient pousser les militaires à la désobéissance, à la suite d’une rumeur d’une participation israélienne à une éventuelle guerre entre les États-Unis et l’URSS, qui avaient été suspendus par décision ministérielle pour atteinte à l’ordre public, la cour défend la liberté d'expression, estimant qu’il ne suffisait pas qu’une atteinte à l’ordre public soit possible pour suspendre un journal dans une société démocratique, mais qu’il fallait qu’elle soit fortement probable, et non une simple possibilité[1] ;
- 17 janvier 1958 : lors de l'appel du procès Kastner, le journaliste roumano-hongrois Rudolf Kastner est jugé pour son comportement durant la Shoah en Hongrie. Il a concouru au sauvetage de dizaines de milliers de personnes (dont celles du train Kastner) mais a négocié avec Adolf Eichmann, facilitant le processus d'extermination selon ses détracteurs. La Cour, prenant en compte le contexte, les menaces, la peur, l'urgence, acquitte Kastner à titre posthume (il a été assassiné un an plus tôt).
- décembre 1992 (première intifada) : la Cour, après avoir ordonné une injonction immédiate de suspension d'un processus de déportation de 415 Palestiniens des territoires palestiniens occupés au Liban, ordonné par le gouvernement d'Yitzhak Rabin, légitime finalement ex post facto l'expulsion[2].
- 1995 : arrêt United Mizrahi Bank vs Migdal Cooperative village. La Cour suprême réalise son Marbury vs Madison en acceptant de contrôler la constitutionnalité des lois votées par la Knesset par rapport aux Lois fondamentales. La loi qui relevait de leurs dettes les villages coopératifs israéliens est déclarée inconstitutionnelle en tant qu'elle viole le droit fondamental de propriété.
- 1999[3] : dans l'affaire Comité public contre la torture en Israël, sur la torture et les interrogatoires du General Security Service.
- 2000 : arrêt concernant la famille Adel et Iman Kaadan, des Arabes israéliens, qui voulaient acheter des terres dans une communauté exclusivement juive, Katzir. L'un des avocats, Dan Yakir, est membre de l'Association pour les droits civils en Israël. La Cour juge que la discrimination effectuée par Katzir est anticonstitutionnelle[4].
- 2002 : dans l'affaire Ajori[5], où l'association pour les droits civils en Israël s'est jointe, la Haute Cour de Justice a décrété que les expulsions d'individus palestiniens de la Cisjordanie à la bande de Gaza, effectuées en vertu des Defence (Emergency) Regulations (en) de 1945, n'étaient pas contraires à l'art. 49 de la Quatrième Convention de Genève, qui stipule que « la Puissance occupante ne pourra procéder à la déportation ou au transfert d'une partie de sa population civile dans le territoire occupé par elle ».
- 2005[6] : Public Committee Against Torture in Israel v. Government of Israel, sur la pratique des « assassinats ciblés »[7]
- Barrière de séparation israélienne#Décisions de la justice israélienne (2004, 2005, 2007 et 2010). La décision de 2010 donne raison aux habitants de Biline et oblige à déplacer le mur, qui empiétait largement sur les territoires palestiniens[8].
- 14 décembre 2006 : arrêt concernant la politique des « assassinats ciblés ». La Cour juge que la légalité de celle-ci ne peut être jugée de façon générale, mais seulement au cas par cas. Le juge Aharon Barak évoque cependant, a contrario et implicitement, le cas Salah Shehadeh, dont la Cour a été saisie, comme exemple d'un cas où celle-ci ne serait pas légale[9].
- 29 décembre 2008 : lors de la guerre de Gaza, la Cour suprême émet un arrêt ordonnant au gouvernement d'autoriser l'entrée des correspondants étrangers à Gaza chaque fois que les points de passage sont ouverts, mais Tsahal refuse de s'y plier[10].
- Expulsions et destructions de maisons : sous la présidence de Meir Shamgar (1983-1995) et d'Aharon Barak, la Cour a refusé plusieurs fois de condamner les destructions de maisons de Palestiniens, soupçonnés de terrorisme par les forces de sécurité israéliennes, rejetant la qualification de punition collective qui les auraient rendu contraires au droit international[11],[2].
- 2006, 2013 et 2016 : après plusieurs arrêts et recours, la Cour ordonne la démolition de la colonie illégale d'Amona, Mateh Binyamin[12]. Le gouvernement de Benyamin Netanyahou avait pourtant fait campagne contre la démolition des installations en territoires palestiniens.
- 15 avril 2015 : la Cour valide l’utilisation d’une loi de 1950, la loi sur la propriété des absents, facilitant l’expropriation des Palestiniens de Jérusalem-Est[13],[14].

## Limites de compétence
La Cour suprême a elle-même reconnu dans plusieurs arrêts n’avoir aucune compétence pour limiter les pouvoirs de l’autorité administrative ou militaire quand celles-ci prennent une décision d’internement administratif. Ces internements, qui concernent en général des Palestiniens, de Gaza, de Cisjordanie ou d’Israël, sont donc décidés sans contrôle, sans limitation de durée et sans recours. Légalement, l’autorité qui prend la décision d’internement n’a même pas à fournir la moindre justification, selon la Cour suprême. Depuis 1967, cette législation n’a été utilisée que contre des Palestiniens, au nombre de 100 000, à l’exception d’un seul cas, en 2015, contre des colons israéliens ultras.
Le gouvernement Netanyahou a également tenté, en 2023, de lui imposer des limites de compétence, déclenchant un mouvement de protestation en Israël.

## Présidents de la Cour

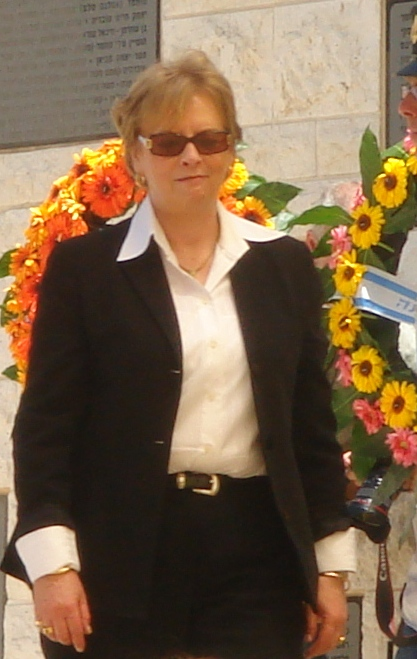
Dorit Beinisch, première femme à la présidence de la Cour suprême (2006-2012).

| Période     | Nom                    |
| ----------- | ---------------------- |
| 1948-1954   | Moshe Smoira           |
| 1954-1965   | Yitzhak Olshan         |
| 1965-1976   | Shimon Agranat         |
| 1976-1980   | Yoel Zussman           |
| 1980-1982   | Moshe Landau           |
| 1982-1983   | Yitzhak Kahane         |
| 1983-1995   | Meir Shamgar           |
| 1995-2006   | Aharon Barak           |
| 2006-2012   | Dorit Beinisch         |
| 2012-2015   | Asher Grunis           |
| 2015-2017   | Miriam Naor            |
| 2017-2023   | Esther Hayot           |
| 2023-2025   | Uzi Vogelman (intérim) |
| depuis 2025 | Itzhak Amit            |

## Composition
Les 15 juges de la Cour suprême siègent jusqu’à atteindre l'âge de 70 ans et sont choisis depuis 1953 par le Comité de sélection judiciaire (en). Ce comité est lui-même composé de 9 membres : trois juges de la Cour suprême (dont son président), deux membres du gouvernement (dont le ministre de la Justice qui préside le comité), deux membres de la Knesset, et deux avocats membres du barreau israélien.
En 2022, parmi les quatre nouveaux juges nommés à la Cour suprême, la presse souligne la présence pour la première fois d'un Arabe musulman, Khaled Kabub, et d'une juive séfarade, Gila Kanfi-Steinitz.

## Histoire
À sa création, la Cour suprême occupe un ancien hospice destiné aux pèlerins russes de religion orthodoxe datant du XIXe siècle, situé dans le quartier russe de Jérusalem, bâtiment appelé Duhovnia.

### Architecture du bâtiment actuel
Inauguré en 1992, ce bâtiment remarquable marie les styles traditionnel et moderne, les espaces ouverts et fermés, les lignes droites et les courbes. Il est éclairé par une lumière naturelle indirecte qui pénètre dans le bâtiment par une multitude de petites ouvertures situées dans les murs et dans le toit. On y accède par une passerelle piétonne. Le bâtiment est coupé en deux par une longue allée rectiligne qui le relie à celui de la Knesset.
Dans le hall d'entrée est exposée une mosaïque de la synagogue de Hamat Gader, datant des Ve et VIe siècles.

## Galerie

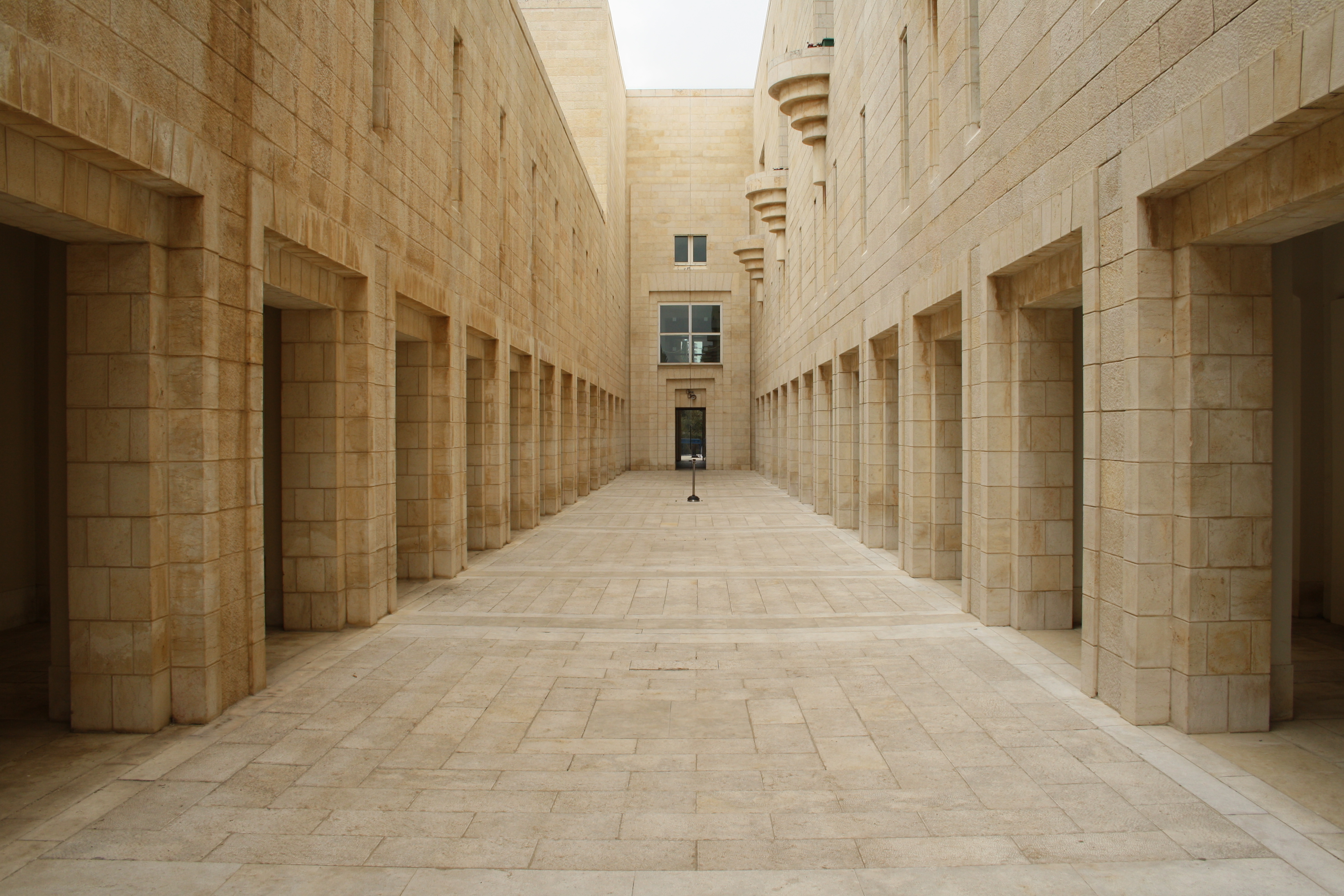
L'allée rectiligne reliant la Knesset à la Cour suprême.
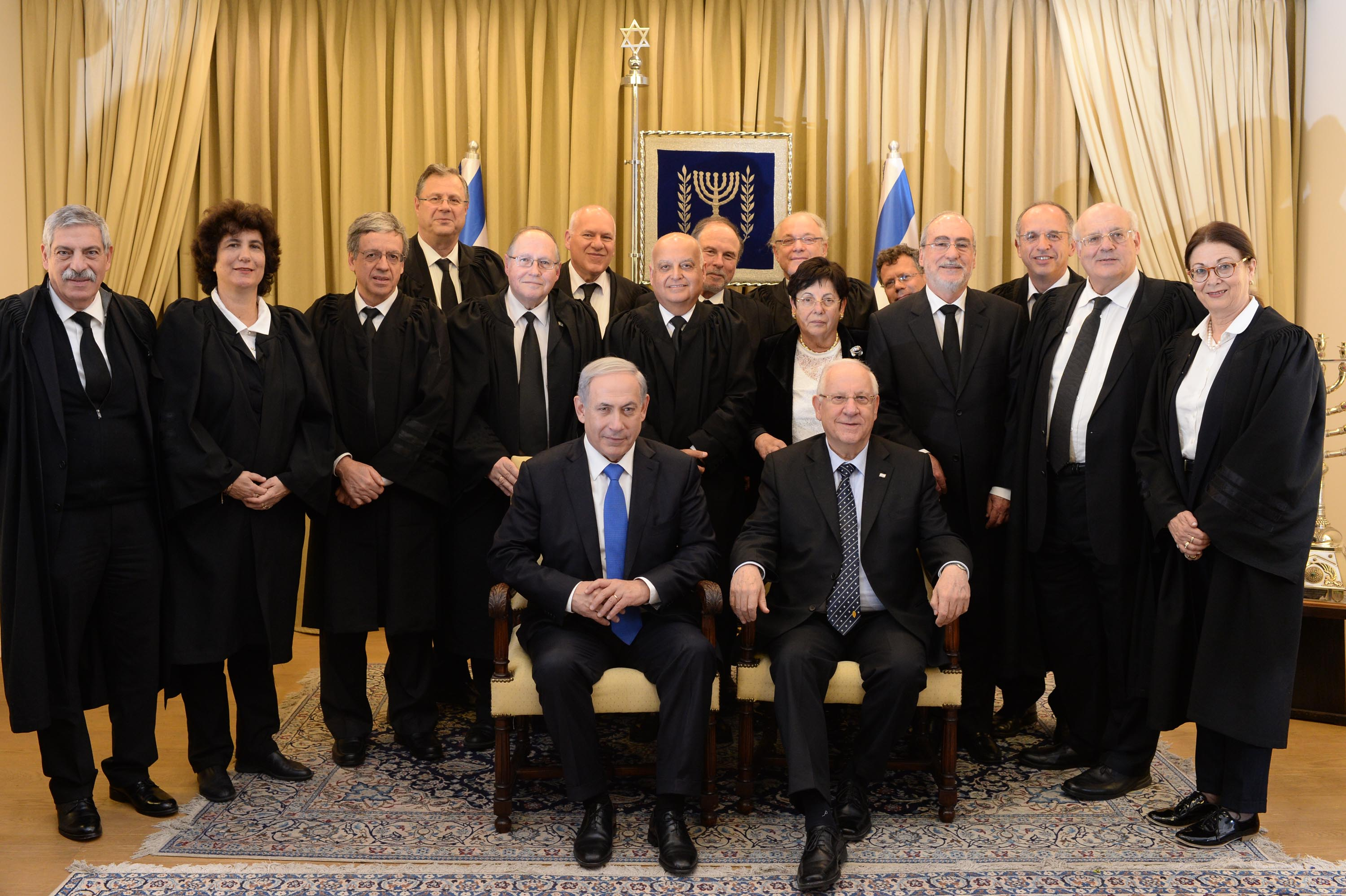
Les membres de la Cour suprême avec au premier rang le Premier ministre Benyamin Netanyahou et le président Reuven Rivlin.
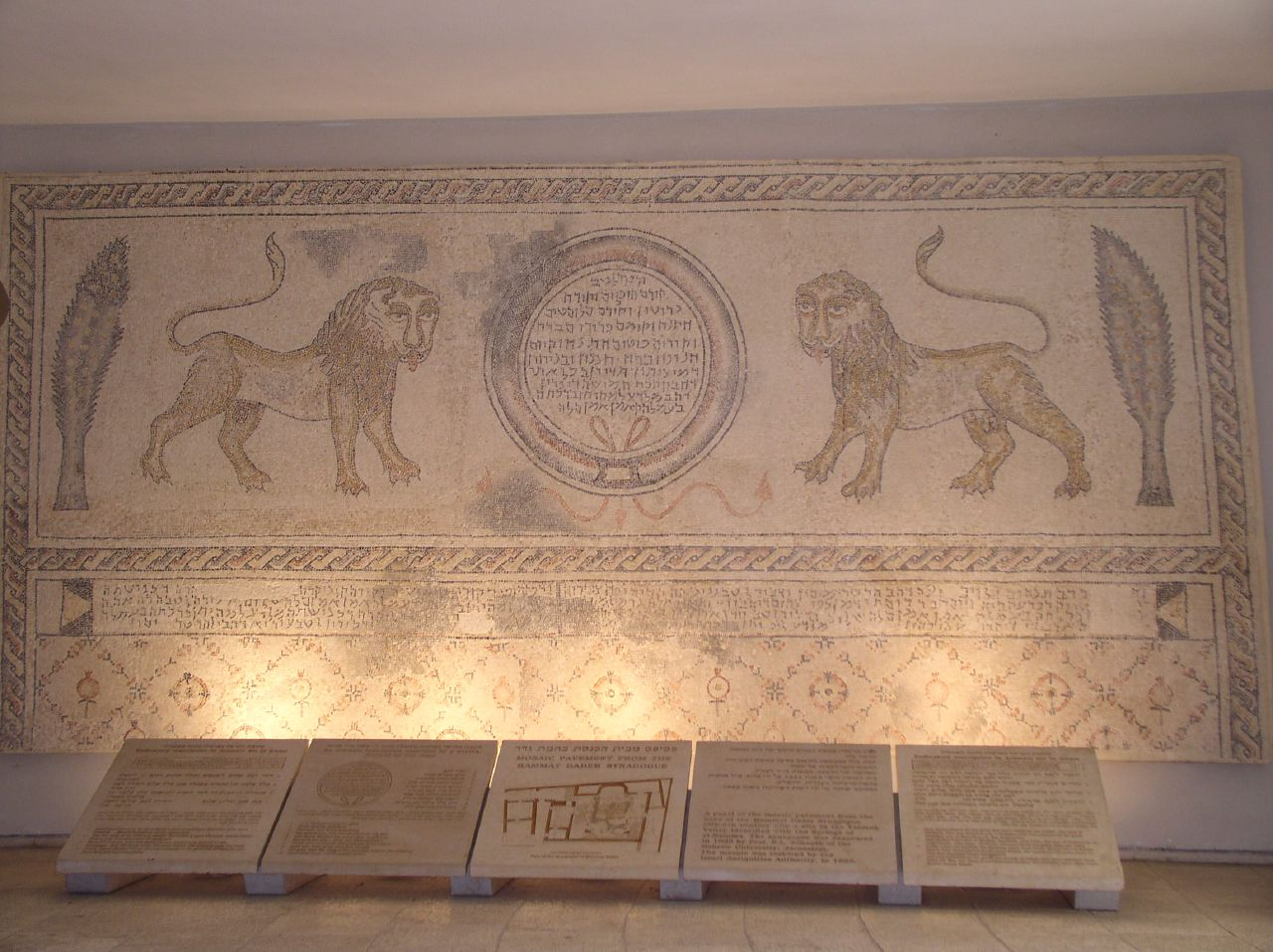
Mosaïque de la synagogue de Hamat Gader.